# Odettea laosensis
Odettea laosensis – gatunek chrząszcza z rodziny bogatkowatych, podrodziny Polycestinae i plemienia Acmaeoderini. Jedyny znany przedstawiciel monotypowego rodzaju Odettea.

## Taksonomia
Gatunek ten został opisany w 1966 roku przez Baudona i umieszczony w nowym rodzaju Odettea. Początkowo klasyfikowany był w plemieniu Nothomorphina Cobos, po czym przeniesiony został do Polycestina Lacordaire, by ostatecznie znaleźć się w Acmaeoderini. W 2001 roku Mark Volkovitsh wyróżnił podplemię Odetteina.

## Opis
Chrząszcz osiągający od 7 do 9 mm długości ciała. Przedplecze miedziano-złociste, zaokrąglone po bokach. Pokrywy o bokach prostych, skręcających ku wierzchołkowi w 4/5 od podstawy, żółte z pomarańczowym obrzeżeniem, czterma dużymi kropkami na każdej oraz czterema na szwie.

## Występowanie
Gatunek ten jest endemitem Tajlandii, Obserwowany zwykle na kwiatach roślin z rodzaju Terminalia.